# Eva Háková
Eva Háková (nacida como Eva Burešová, Karlovy Vary, 8 de julio de 1969) es una deportista checa que compitió para Checoslovaquia en biatlón. Ganó tres medallas en el Campeonato Mundial de Biatlón entre los años 1989 y 1993, y dos medallas en el Campeonato Europeo de Biatlón, oro en 1996 y plata en 2000.

## Palmarés internacional
| Representando a Checoslovaquia     |                      |                   |           |
| Campeonato Mundial                 |                      |                   |           |
| Año                                | Lugar                | Medalla           | Prueba    |
| 1989                               | Feistritz (Austria)  | Medalla de bronce | Relevos   |
| 1992                               | Novosibirsk (Rusia)  | Medalla de bronce | Equipo    |
| Representando a la República Checa |                      |                   |           |
| Campeonato Mundial                 |                      |                   |           |
| Año                                | Lugar                | Medalla           | Prueba    |
| 1993                               | Borovets (Bulgaria)  | Medalla de oro    | Relevos   |
| Campeonato Europeo                 |                      |                   |           |
| Año                                | Lugar                | Medalla           | Prueba    |
| 1996                               | Val Ridanna (Italia) | Medalla de oro    | Velocidad |
| 2000                               | Zakopane (Polonia)   | Medalla de plata  | Relevos   |